# Luigi Delneri
Luigi Delneri (født 23. august 1950), ofte stavet forkert som "Del Neri", er en italiensk fodboldtræner og tidligere fodboldspiller. Han er tidligere cheftræner i den italienske klub Juventus, som han trænede i sæsonen 2010/2011. Han blev fyret midt i sæsonen grundet manglende resultater og en katastrofal placering som nummer syv i ligatabellen. 